# Ruspidge
Ruspidge – wieś w Anglii, w hrabstwie Gloucestershire, w dystrykcie Forest of Dean. Leży 19 km na zachód od miasta Gloucester i 168 km na zachód od Londynu.